# Nufront
Nufront (chinois : 新岸线, pinyin : xīnànxiàn, littéralement « le nouveau front de mer ») est une société chinoise d'informatique et microélectronique fondée en 2004 et basée à Pékin. Elle conçoit notamment des processeurs SoC basés sur l'Architecture ARM, fondu par le Taïwanais TSMC, mais également des cartes mères et ordinateur de bureau basé sur cette architecture.
Il va être le premier à proposer des stations de travail équipées d'un Soc ARM Cortex A9 quad-core à 2 GHz et d'un GPU Mali-400, début 2011 avec le Nusmart 2816. Ils ont présenté ce SoC pour la première fois en septembre 2010.